# Chañaral
Chañaral este un oraș și comună din provincia Provincia Chañaral, regiunea Atacama, Chile, cu o populație de 13.143 locuitori (2012) și o suprafață de 5772,4 km2.